# 感冒茶
甘和茶，又名欖蔥茶，最早是由源吉林生產的，於清朝道光年間由源氏三兄弟會昌、 合昌、 英昌所創。因為小盒包裝，故名盒仔茶。生产时藥廠先將藥材加工泡製後，再将药汤吸入药叶压成砖。“源吉林甘和茶”列广东非物质文化遗产目录，认为是佛山著名配方。
感冒茶指的是药性类似，沒有特定的藥方，只是採用的中藥以祛風解表、消食化滯的制剂。感冒茶起源於中國嶺南一帶。由於當地的氣候炎熱潮濕，風熱型或暑濕型感冒是很常見。因此感冒茶主要作用是消暑散熱，醫治骨痛頭刺，感冒發熱，飽脹症狀。功效有發汗退熱，增強自身免疫抵抗能力。感冒茶適合小感冒的病人，沖泡或煮藥包時候需要加入薑與蔥段。常用药有黃芩、水翁花、金櫻根、崗梅根等。

## 配方标准
“源吉林甘和茶”载中国《卫生部药品标准》中药成方制剂第十九册，2005年转为处方药。“甘和茶”、“四时甘和茶”、“万应甘和茶”载第九册。
《卫生部药品标准》还有一系列其他用于感冒的凉茶成方，包括“沙溪凉茶”（第十四册；中国国家级非物质文化遗产）、”广东凉茶颗粒”（第十九册）、“罗浮山凉茶”（第十四册）。另还列“石歧外感茶”（第十四册；广东省岭南文化遗产）用于预防流行性感冒。

## 延伸閱讀
- 百年涼茶老店「源吉林」產自哪裡？九蒸九曬得解暑清熱甘和茶
- 2024年香港發佈的34個「非遺清單」建議增補項目